# Новосевастополь (Николаевская область)
Новосевастополь (укр. Новосевастополь) — село в Березнеговатском районе Николаевской области Украины.
Основано в 1890 году. Население по переписи 2001 года составляло 557 человек. Почтовый индекс — 56230. Телефонный код — 5162. Занимает площадь 1,919 км². На территории есть памятник архитектуры - храм святого Николая Чудотворца (1895 год).

## Местный совет
56230, Николаевская обл., Березнеговатский р-н, с. Новосевастополь, ул. Центральная, 9а